# آلکس آتلی
آلکس آتلی (به انگلیسی: Alex Uttley) ژیمناست زادهٔ ۱۲ مهٔ ۱۹۸۵ میلادی اهل کشور بریتانیا است.